# Añorbe
Añorbe ist ein Ort und eine Gemeinde (municipio) mit 627 Einwohnern (Stand: 2024) in der autonomen Gemeinschaft Navarra im Norden von Spanien. 

## Lage und Klima
Añorbe liegt im Zentrum Navarras in ca. 560 m Höhe und ist ca. 20 km (Fahrtstrecke) in südsüdwestlicher Richtung von der Regionalhauptstadt Pamplona entfernt. Das Klima ist gemäßigt bis warm; Regen (ca. 784 mm/Jahr) fällt übers Jahr verteilt.

## Bevölkerungsentwicklung
| Jahr      | 1970 | 1981 | 1991 | 2001 | 2011 | 2021 |
| Einwohner | 561  | 448  | 410  | 463  | 562  | 614  |

## Sehenswürdigkeiten

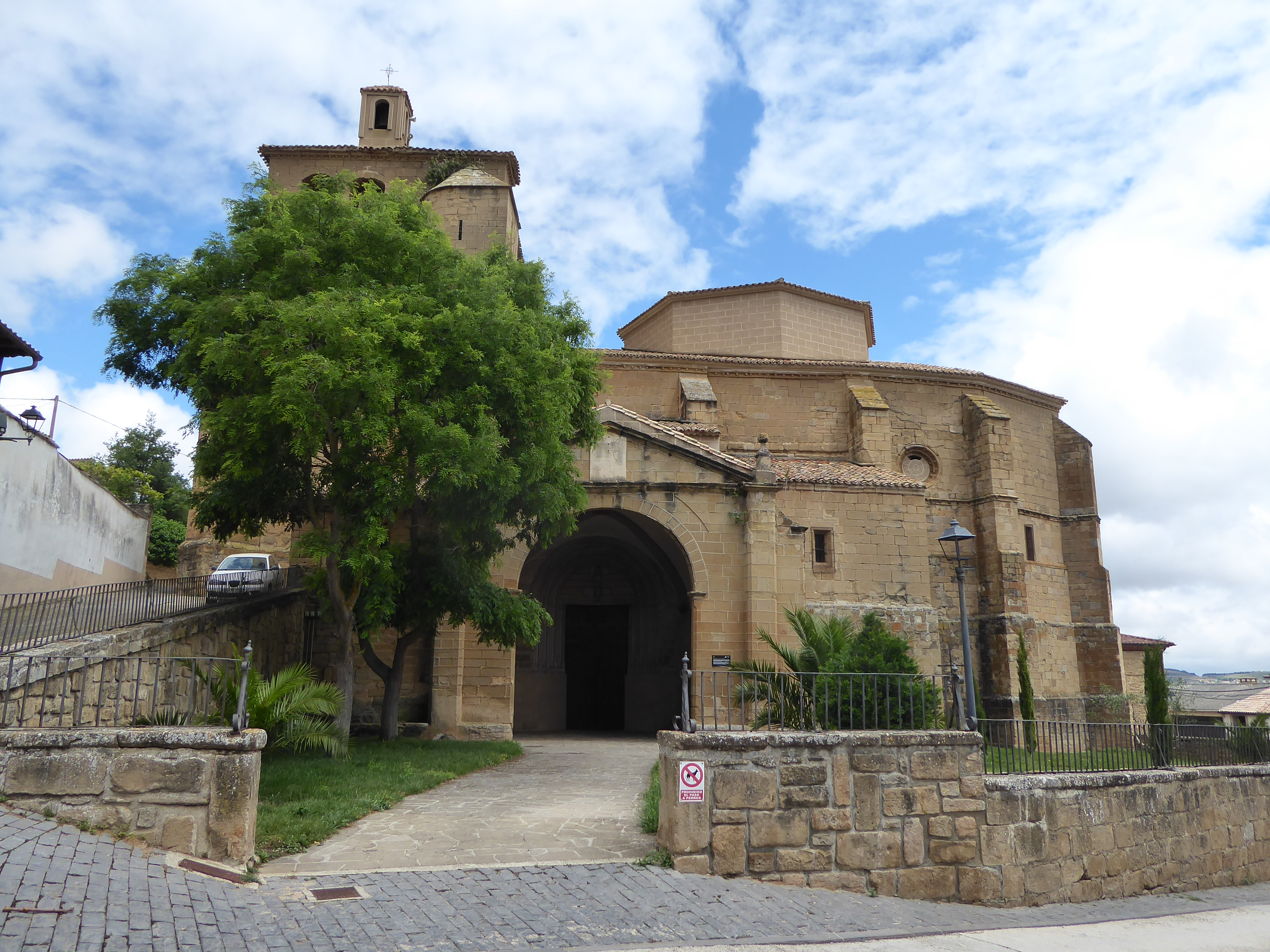
Kirche Mariä Himmelfahrt
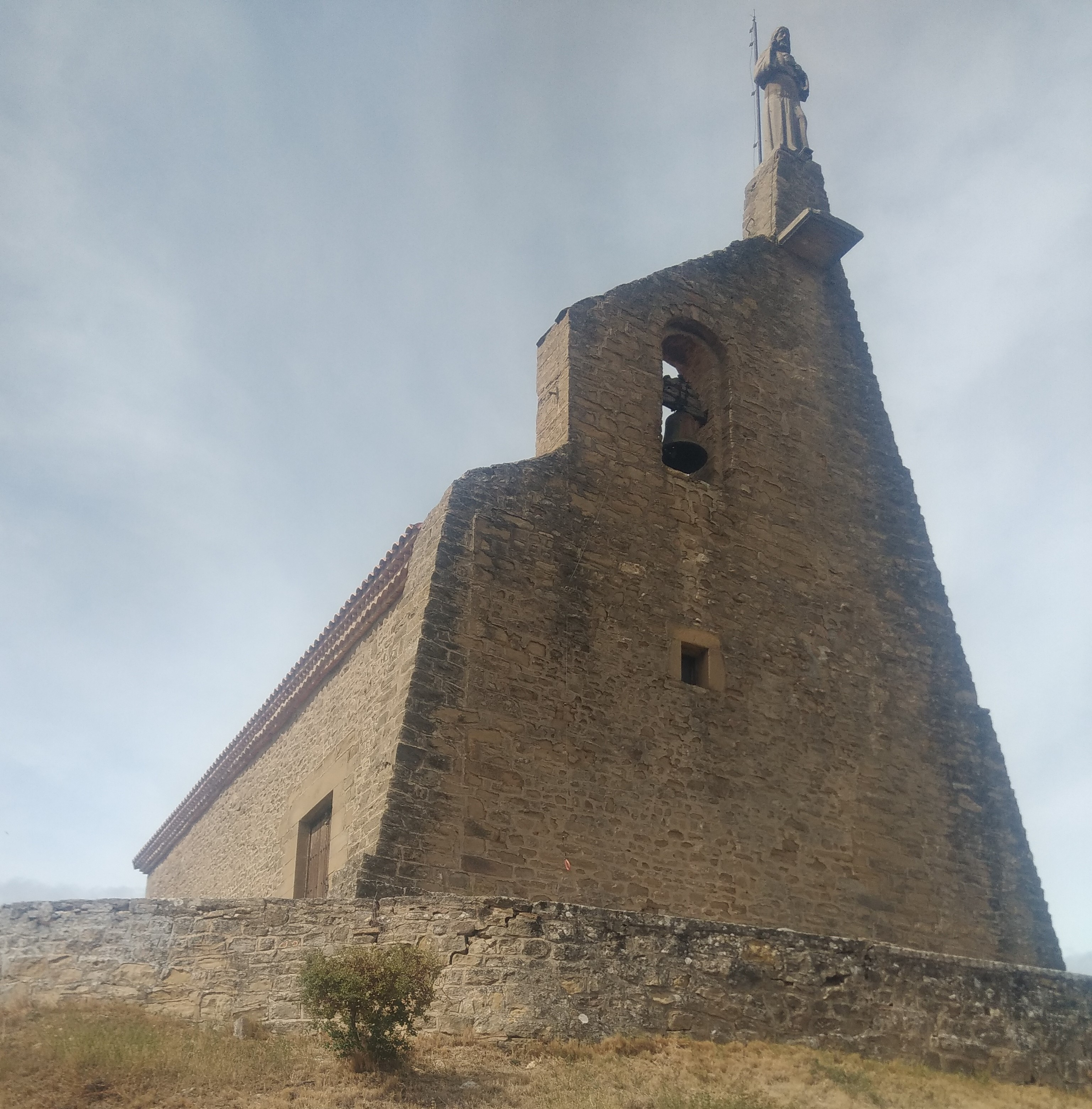
Martinskapelle

- Kirche Mariä Himmelfahrt
- Martinskapelle